# Barbara Fest
Jane Bridge, née le 6 juillet 1953, est une judokate américaine.
Aux Championnats du monde de judo 1980 à New York, elle remporte la médaille de bronze toutes catégories.